# Tim De Peuter
Tim De Peuter, né le 30 juin 1977 à Deurne et mort le 17 août 2020 à Bruges,, est un coureur cycliste belge.

## Biographie
Originaire de Deurne (Anvers), Tim De Peuter est devenu champion de Belgique sur piste à de multiples reprises. Il s'est également classé deuxième de la course aux points aux championnats du monde juniors de 1994, à Quito. Sur route, il a remporté le Tour du Limbourg amateurs en 1999. Il n'est toutefois jamais passé professionnel, en raison de problèmes physiques à un genou. 

## Palmarès sur route
- 1998
  - Challenge de Hesbaye
  - 2e du Circuit des plages vendéennes
  - 3e de Bruxelles-Opwijk
- 1999
  - Tour du Limbourg amateurs
  - 2e du championnat de la province d'Anvers sur route espoirs

## Palmarès sur piste

### Championnats du monde juniors
- Quito 1994
  -  Médaillé d'argent de la course aux points

### Championnats nationaux
| - 1994 - Champion de Belgique du kilomètre juniors - Champion de Belgique de la course aux points juniors - 3e du championnat de Belgique de vitesse juniors - 1995 - Champion de Belgique de l'omnium juniors - Champion de Belgique de l'américaine juniors - Champion de Belgique de poursuite juniors - Champion de Belgique du kilomètre juniors - 1996 - Champion de Belgique de l'omnium juniors - 3e du championnat de Belgique de l'américaine juniors | - 1997 - Champion de Belgique de l'omnium - Champion de Belgique de poursuite - Champion de Belgique de la course aux points - 1998 - 2e du championnat de Belgique de l'américaine - 2000 - 2e du championnat de Belgique de poursuite par équipes - 3e du championnat de Belgique de poursuite |